# Alžbeta
Alžbeta und Alžběta sind weibliche Vornamen.

## Herkunft und Bedeutung
Alžbeta ist die slowakische Form von Elisabeth, Alžběta die tschechische.

## Namensträgerinnen
- Alžbeta Bačíková (* 1990), slowakische Radsportlerin
- Alžběta Bášová (* 1993), tschechische Badmintonspielerin
- Alžběta Frejková (1907–1990), deutsch-tschechoslowakische Schauspielerin
- Alžbeta Havrančíková (* 1963), slowakische Skilangläuferin